# De bovenbazen
Heer Bommel en de bovenbazen of kortweg De bovenbazen) is het 104de verhaal uit de Bommelsaga, geschreven en getekend door Marten Toonder. Het verhaal verscheen voor het eerst op 12 augustus 1963 en liep tot 7 december van dat jaar. Het verhaal beschrijft de eerste ontmoeting van Heer Bommel met de allerhoogste beurskringen. Thema: Geld moet rollen.

## Samenvatting
Bij toeval wordt heer Bommel de tiende van de tien bovenbazen, de rijkste mannen van Rommeldam. Omdat ze alles al hebben vervelen ze zich en ruilen alleen nog aandelen onderling. Heer Bommel gaat dus ook meedoen, en de andere denken algauw dat heer Bommel stiekem uit is op de hoogste positie. Al hun ondernemingen gaan ten koste van de natuur, en heer Bommel mag niet meer omgaan met de "minvermogende" Tom Poes. Uiteindelijk ontdekt Tom Poes een manier om de bovenbazen te stoppen en is heer Bommel blij geen bovenbaas meer te zijn. Hij houdt ongeveer hetzelfde kapitaal over als dat hij in het begin had.

## Commentaar
In De Volledige Werken schrijft Toonder op 11 februari 1991 over de bovenbazen: 
Of deze figuren bestaan weet ik niet, maar het zal weinig schelen. In 1963, toen ik enige ervaring in het Zakendoen had gekregen, wist ik hoe moeilijk het is om de eigenaar van een zeeponderneming te spreken te krijgen. Altijd weer blijkt dat de zaak gefuseerd is met een andere, zodat de meerderheid van de aandelen in handen is van een ritssluitingbedrijf. En wanneer men de directeur daarvan te spreken krijgt, zal duidelijk worden dat hij alleen maar een onderdeel van de veel grotere Kingsburger affaire vertegenwoordigt. En die wordt dan weer overkoepeld door een Internationale Hotelketen, toebehorend aan het Arabisch Warenhuis-imperium dat deel uitmaakt van enzovoort.

## Heruitgaven
Op 29 oktober 2009 verscheen een heruitgave, crisiseditie, met als ondertiteling:"Een Bommelse kijk op de kredietcrisis."
Medio januari 2010 verscheen ook een Spaanstalige versie van dit verhaal. Het is getiteld 'Los Altos Mandos', en is vertaald door Rob Barnhoorn. Deze uitgave werd verzorgd door de Toonder Compagnie in samenwerking met De Bezige Bij. In het Duits heet het werk Die Überdirektoren.
Op woensdag 2 mei 2012 ging een nieuwe editie van De bovenbazen van start. De tekst was dezelfde als bij de eerste publicatie in 1963, maar nu met nieuwe tekeningen van vele Nederlandse tekenaars zoals Thé Tjong-Khing, Dick Matena, Erik Kriek, Gerard Leever, Jean-Marc van Tol en Martin Lodewijk. Toonders satire op het kapitalisme bleek bijna een halve eeuw na verschijning actueler dan ooit en zou tot september elke werkdag op de Achterpagina van het NRC staan.

## Hoorspel
- De bovenbazen in het Bommelhoorspel